# Вевёрка, Мишель
Мишель Вевёрка (фр. Michel Wieviorka; род. 23 августа 1946, Париж) — французский социолог, известный благодаря своим работам в области общественных движений, терроризма, расизма и теории социальных изменений. Президент Международной социологической ассоциации (2006—2010).

## Биография
Родился 23 августа 1946 года в Париже в польской еврейской семье, пережившей Холокост. Учился у Алена Турена.
Вевёрка является автором множества трудов по социологии, которые переведены на разные языки мира. Он привлёк широкое внимание СМИ как эксперт после массовых беспорядков 2005 года во Франции и позднее был избран президентом Международной социологической ассоциации на 2006—2010 годы.
Вместе с Туреном и Франсуа Дюбе, Вевёрка разработал метод социологического вмешательства и применил его для изучения конфликтующих общественных движений. Эта концепция была противопоставлена неудавшейся попытке Раймона Будона установить строгий подход к рациональному выбору во французской социологии.
Вевёрка возглавляет Центр социологических анализов и вмешательств при Высшей школе социальных наук, которая была основана Аленом Туреном в 1981 году.
Он также является основателем и редактором социологического журнала «Le Monde des Débats» и вместе с Жоржем Баландье был соредактором «Cahiers internationaux de sociologie».
В 1989 году он стал первым учёным, получившим специальную премию Бульцони Эдиторе Европейской премии Амальфи в области социологии и общественных наук за свою книгу «Société et terrorisme», опубликованную годом ранее.